# Wyglewci
Wyglewci (bułg. Въглевци) – wieś w Bułgarii, w obwodzie Wielkie Tyrnowo, w gminie Wielkie Tyrnowo. W 2024 roku liczyła 57 mieszkańców.